# سردشت (هرمزغان)
سردشت (بالفارسية: سردشت) هي منطقة سكنية تقع في إيران في البلدة المركزية. يقدر عدد سكانها بـ 928 نسمة .